# Chicago Film Critics Association Awards 2007
La cerimonia di premiazione della 20ª edizione dei Chicago Film Critics Association Awards si è tenuta a Chicago, Illinois, il 13 dicembre 2007, per premiare i migliori film prodotti nel corso dell'anno.

## Vincitori e candidati
I vincitori sono indicati in grassetto.

### Miglior film
- Non è un paese per vecchi (No Country for Old Men), regia di Joel ed Ethan Coen
- Into the Wild - Nelle terre selvagge (Into the Wild), regia di Sean Penn
- Michael Clayton, regia di Tony Gilroy
- Once (Una volta) (Once), regia di John Carney
- Il petroliere (There Will Be Blood), regia di Paul Thomas Anderson

### Miglior attore
- Daniel Day-Lewis - Il petroliere (There Will Be Blood)
- George Clooney - Michael Clayton
- Ryan Gosling - Lars e una ragazza tutta sua (Lars and the Real Girl)
- Frank Langella - Starting Out in the Evening
- Viggo Mortensen - La promessa dell'assassino (Eastern Promises)

### Migliore attrice
- Ellen Page - Juno
- Julie Christie - Away from Her - Lontano da lei (Away from Her)
- Marion Cotillard - La Vie en rose (La Môme)
- Angelina Jolie - A Mighty Heart - Un cuore grande (A Mighty Heart)
- Laura Linney - La famiglia Savage (The Savages)

### Miglior attore non protagonista
- Javier Bardem - Non è un paese per vecchi (No Country for Old Men)
- Casey Affleck - L'assassinio di Jesse James per mano del codardo Robert Ford (The Assassination of Jesse James by the Coward Robert Ford)
- Philip Seymour Hoffman - La guerra di Charlie Wilson (Charlie Wilson's War)
- Hal Holbrook - Into the Wild - Nelle terre selvagge (Into the Wild)
- Tom Wilkinson - Michael Clayton

### Migliore attrice non protagonista
- Cate Blanchett - Io non sono qui (I'm Not There)
- Jennifer Jason Leigh - Il matrimonio di mia sorella (Margot at the Wedding)
- Leslie Mann - Molto incinta (Knocked Up)
- Amy Ryan - Gone Baby Gone
- Tilda Swinton - Michael Clayton

### Miglior regista
- Joel ed Ethan Coen - Non è un paese per vecchi (No Country for Old Men)
- Paul Thomas Anderson - Il petroliere (There Will Be Blood)
- David Fincher - Zodiac
- Tony Gilroy - Michael Clayton
- Jason Reitman - Juno

### Miglior fotografia
- Roger Deakins - L'assassinio di Jesse James per mano del codardo Robert Ford (The Assassination of Jesse James by the Coward Robert Ford)
- Seamus McGarvey - Espiazione (Atonement)
- Roger Deakins - Non è un paese per vecchi (No Country for Old Men)
- Janusz Kaminski - Lo scafandro e la farfalla (Le scaphandre et le papillon)
- Robert Elswit - Il petroliere (There Will Be Blood)

### Miglior colonna sonora originale
- Glen Hansard e Markéta Irglová - Once (Una volta) (Once)
- Nick Cave e Warren Ellis - L'assassinio di Jesse James per mano del codardo Robert Ford (The Assassination of Jesse James by the Coward Robert Ford)
- Dario Marianelli - Espiazione (Atonement)
- Alexandre Desplat - Lussuria - Seduzione e tradimento (Se, jie)
- Jonny Greenwood - Il petroliere (There Will Be Blood)

### Migliore sceneggiatura originale
- Diablo Cody - Juno
- Kelly Masterson - Onora il padre e la madre (Before the Devil Knows You're Dead)
- Tony Gilroy - Michael Clayton
- Brad Bird - Ratatouille
- Tamara Jenkins - La famiglia Savage (The Savages)

### Migliore sceneggiatura non originale
- Joel ed Ethan Coen - Non è un paese per vecchi (No Country for Old Men)
- Paul Thomas Anderson - Il petroliere (There Will Be Blood)
- Christopher Hampton - Espiazione (Atonement)
- Sean Penn - Into the Wild - Nelle terre selvagge (Into the Wild)
- James Vanderbilt - Zodiac

### Miglior film d'animazione
- Ratatouille, regia di Brad Bird e Jan Pinkava
- La leggenda di Beowulf (Beowulf), regia di Robert Zemeckis
- I Robinson - Una famiglia spaziale (Meet the Robinsons), regia di Stephen J. Anderson
- Persepolis, regia di Marjane Satrapi e Vincent Paronnaud
- I Simpson - Il film (The Simpsons Movie), regia di David Silverman

### Miglior film documentario
- Sicko, regia di Michael Moore
- Darfur Now, regia di Ted Braun
- The King of Kong: A Fistful of Quarters, regia di Seth Gordon
- Lake of Fire, regia di Tony Kaye
- No End in Sight, regia di Charles H. Ferguson

### Miglior film in lingua straniera
- 4 mesi, 3 settimane e 2 giorni (4 luni, 3 săptămâni şi 2 zile), regia di Cristian Mungiu
- Black Book (Zwartboek), regia di Paul Verhoeven
- Lo scafandro e la farfalla (Le scaphandre et le papillon), regia di Julian Schnabel
- La Vie en rose (La Môme), regia di Olivier Dahan
- Lussuria - Seduzione e tradimento (Sè, jiè), regia di Ang Lee
- The Orphanage (El Orfanato), regia di Juan Antonio Bayona

### Miglior performance rivelazione
- Michael Cera - Juno e Suxbad - Tre menti sopra il pelo (Superbad)
- Nikki Blonsky - Hairspray - Grasso è bello (Hairspray)
- Glen Hansard - Once (Una volta) (Once)
- Carice van Houten - Black Book (Zwartboek)
- Tang Wei - Lussuria - Seduzione e tradimento (Se, jie)

### Miglior regista rivelazione
- Ben Affleck - Gone Baby Gone
- John Carney - Once (Una volta) (Once)
- Craig Gillespie - Lars e una ragazza tutta sua (Lars and the Real Girl)
- Tony Gilroy - Michael Clayton
- Sarah Polley - Away from Her - Lontano da lei (Away from Her)